# Die deutsche Punkinvasion
Die deutsche Punkinvasion (oft auch DDP abgekürzt) ist eine Reihe regelmäßig erscheinender Musik-CD-Compilations mit ausgewählten politischen Liedern.
Das musikalische Spektrum bewegt sich zwischen Punk, Deutschpunk und Streetpunk. Der Großteil der musikalischen Beiträge auf den Samplern sind von deutschen Bands. Die Reihe wird als eine der erfolgreichsten Deutschpunk-Reihen angesehen.
Die Compilation ist politisch autonom und antistaatlich ausgerichtet. Die ersten drei Sampler erschienen auf dem von SPV vertriebenen Label Snake, Teil IV und V sowie Neuauflagen der ersten drei Ausgaben dann auf Nix-Gut Records.

## Diskografie

### Die deutsche Punkinvasion
erschienen im April 1993

auf dem Sampler vertretene Bands:
- Beck’s Pistols
- Boskops
- Daily Terror
- Dödelhaie
- Die einsamen Stinktiere
- Die Fremden
- Die Kellergeister
- Die Lokalmatadore
- Die Vandalen
- Hannen Alks
- Inferno
- Kapitulation B.o.N.n.
- Kalaschnikow
- Maniacs

### Die deutsche Punkinvasion II
erschienen im Juni 1996

auf dem Sampler vertretene Bands:
- AufBruch
- Bums
- Chaos Z
- Die Alks
- Dödelhaie
- Dritte Wahl
- Geistige Verunreinigung
- Härter bis wolkig (auch Heiter bis Wolkig)
- Kapitulation B.o.N.n.
- Morgentot
- PSR
- Split Image
- StaatsPunkrott (anstelle von Dödelhaie auf dem Re-Release von 2005)
- Vorkriegsjugend

### Die deutsche Punkinvasion III
erschienen im April 1997

auf dem Sampler vertretene Bands:
- AEW
- Bums
- Dritte Wahl
- Geistige Verunreinigung
- Hoax
- L.A.R.S.
- Morgentot
- Rawside
- Scheintot
- Terrorgruppe
- Toxic Walls
- Zaunpfahl
- Die Zusamm-Rottung

### Die deutsche Punkinvasion IV
erschienen im Oktober 2002

auf dem Sampler vertretene Bands:
- Abstieg
- Anfall
- AufBruch
- Betontod
- Eskalierende Vernunft
- Fahnenflucht
- Fehlstart
- Hammerhai
- Hausvabot
- Kafkas
- Moiterei
- Motorkopp
- Nichts gelernt
- Razzia
- Räubertochter
- Schlusspunkt
- Zaunpfahl
- Zwanghaft

### Die deutsche Punkinvasion V
erschienen im November 2005

auf dem Sampler vertretene Bands:
- Allgemeines Chaos Kommando
- Broilers
- Die Mimmi’s
- Die Siffer
- Free living insanity
- Frustkiller
- Irren-Offensive
- Kafkas
- Kolporteure
- LAK
- Montreal
- OHL
- Popperklopper
- Schlusspunkt
- S.i.K.
- Speichelbroiss
- Terrorgruppe
- Wärters Schlechte
- Wilde Zeiten